# Canellales
Canellales Cronq., 1957 è un ordine di angiosperme del clade magnoliidi.

## Tassonomia
L'ordine comprende due famiglie:
- Canellaceae Mart.
- Winteraceae R.Br. ex Lindl.

In passato le Winteracee erano spesso considerate come affini alle Magnoliaceae, mentre le Canellacee si ritenevano imparentate con le Myristicaceae. La stretta affinità tra le due famiglie è stata evidenziata da diversi studi di filogenesi molecolare.

## Distribuzione e habitat
Le Canellaceae sono diffuse nella zona tropicale di America e Africa,mentre le Winteraceae sono presenti in gran parte dell'emisfero meridionale, dall'America all'Oceania.